# مالاتسكي
مدينة مالاتسكي (بالسلوفاكية: Malacky)‏ هي مدينة في غرب سلوفاكيا تبعد عن شمالي العاصمة براتيسلافا مسافة 35 كم تقريباً وتتبع إقليم براتيسلافا.

## أعلام
- استفان فريدريش
- مارتن بينكا